# Welttourismustag

Die sechs UNWTO-Regionen

Den Welttourismustag (engl. World Tourism Day / WTD) begeht die Welttourismusorganisation (UNWTO) seit 1980 entsprechend einem Vorschlag von Ignatius Amaduwa Atigbi jedes Jahr am 27. September. Das Datum geht zurück auf die Ratifizierung der UNWTO-Statuten im Jahr 1970.
Der Welttourismustag unterstreicht die Bedeutung des Tourismus für die internationale Gemeinschaft sowie seine Auswirkungen auf soziale, kulturelle, politische und wirtschaftliche Werte weltweit.
Gastgeberland und Thema des Welttourismustages ändern sich jährlich.

## Jahresthemen (Auswahl)
- 2014: “Tourism and Community Development” (Tourismus und lokale Entwicklung), Gastgeberland: Mexiko
- 2015: “1 Billion Tourists – 1 Billion Opportunities” (1 Milliarde Touristen – 1 Milliarde Möglichkeiten)[2]
- 2016: „Tourismus für alle“[3]
- 2017: “Sustainable tourism: a tool for development” (Nachhaltiger Tourismus – ein Werkzeug für Entwicklung)
- 2018: „Digitale Transformation“
- 2023: “Tourism and Green Investment” (Tourismus und Grüne Investitionen), Gastgeberland: Saudi-Arabien